# La buena guarda

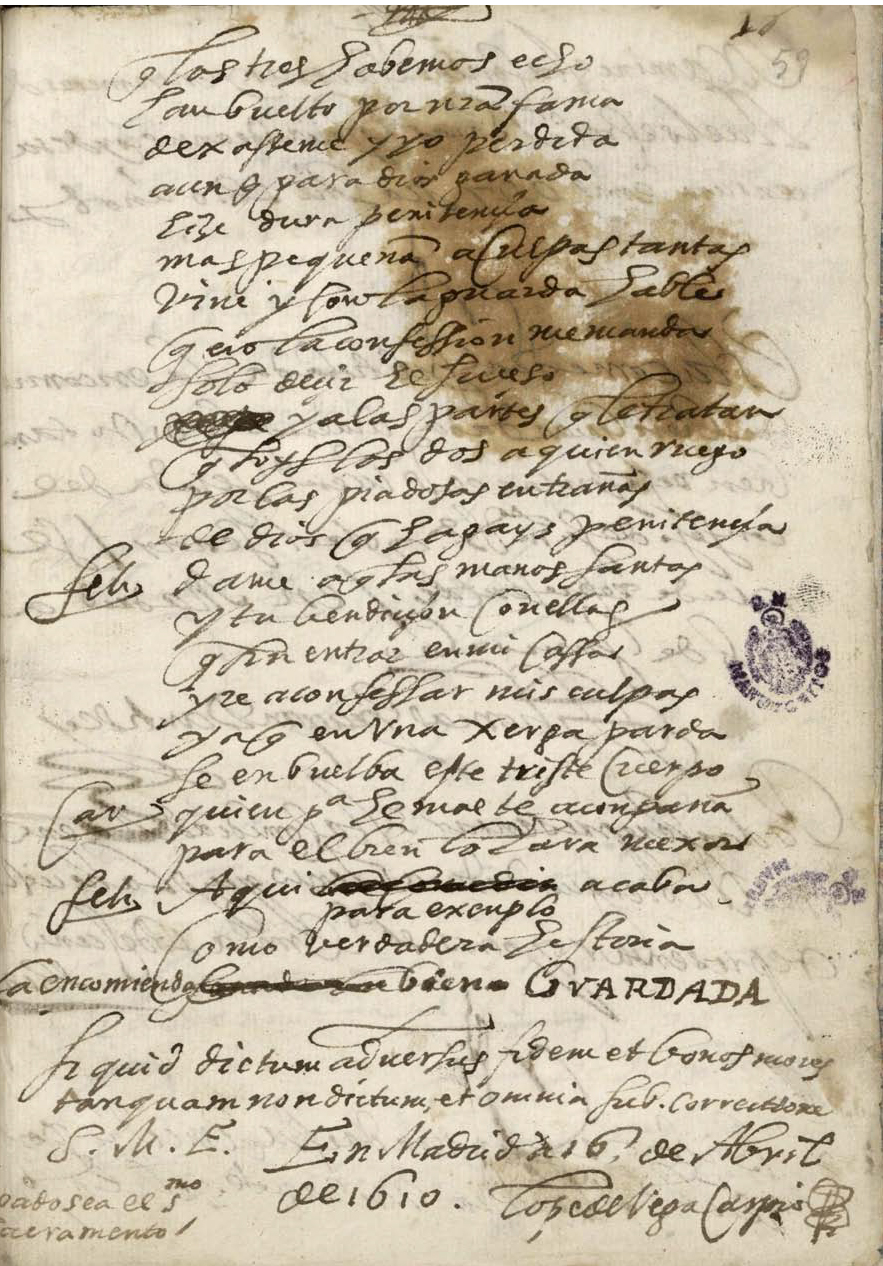
Colofón firmado por Lope de Vega. En esta última página del autógrafo puede leerse: «[...] que los tres habemos hecho,/ han vuelto por nuestra fama./ Dejásteme, y yo, perdida,/ aunque para Dios ganada,/ hice dura penitencia,/ mas pequeña a culpas tantas./ Vine, y con la guarda hablé,/ que en la confesión me manda/ solo decir el suceso,/ y a las partes que le tratan,/ que sois los dos, a quien ruego/ por las piadosas entrañas/ de Dios, que hagáis penitencia./ FÉLIX. Dame aquesas manos santas,/ y tu bendición con ellas,/ que sin entrar en mi casa,/ iré a confesar mis culpas,/ y a que en una jerga parda/ se envuelva este triste cuerpo./ CARRIZO. Quien para mal te acompaña,/ para el bien lo hará mejor./ FÉLIX. Aquí, para ejemplo, acaba,/ como verdadera historia,/ La encomienda bien guardada [Tachado y enmendado, inicialmente escrito «senado, La buena guarda»]// Si quid dictum adversus fidem et bonos mores, tamquam non dictum, et omnia sub correctione S. M. E.// En Madrid, a 16 de abril de 1610.// Lope de Vega Carpio [rúbrica]/ Loado sea el Santísimo Sacramento».

La buena guarda, también titulada La encomienda bien guardada, es una obra teatral en tres actos de las llamadas comedias de santos de Lope de Vega, si bien propiamente se trata de una leyenda religiosa que procede del folclore, por lo que podría ser adscrita al grupo de obras extraídas de crónicas históricas o legendarias.

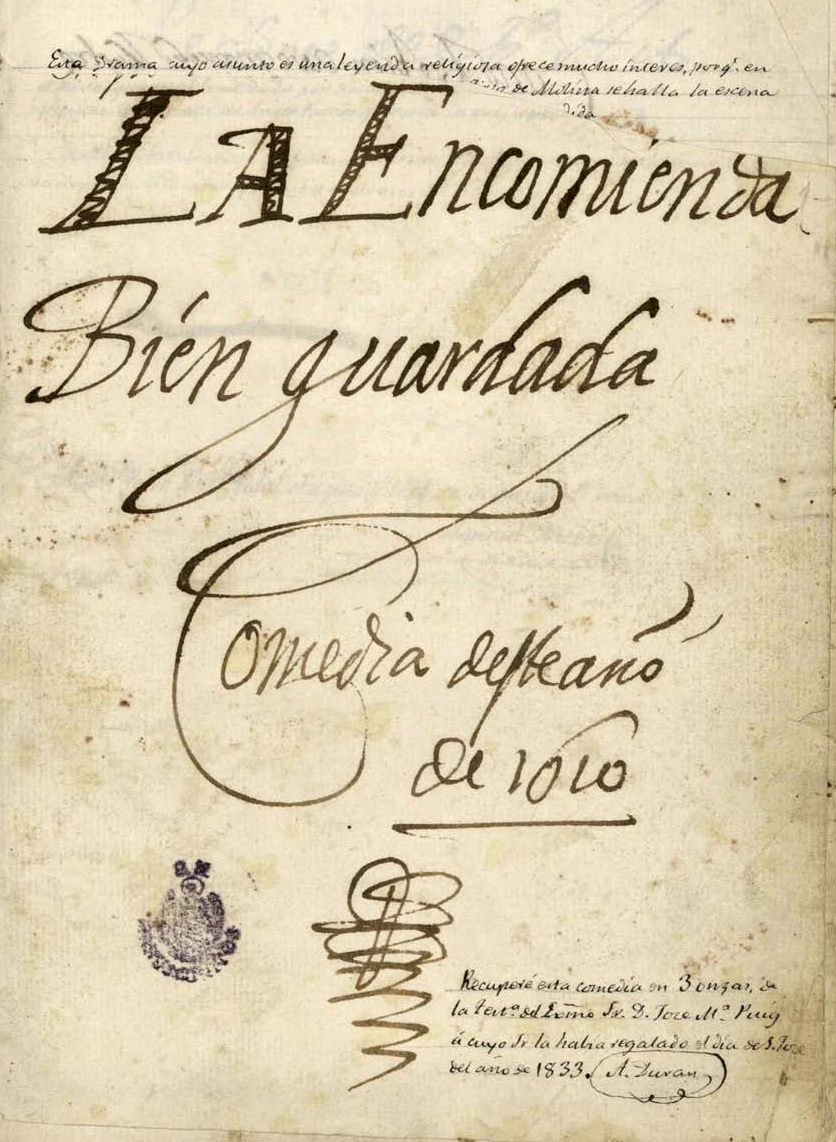
Manuscrito autógrafo de Lope de Vega de La encomienda bien guardada, también titulada, en páginas interiores, La buena guarda.

Está fechada el 16 de abril de 1610, según consta en el manuscrito autógrafo del autor. El título de La buena guarda fue el que finalmente le dio Lope de Vega al publicarla en la Décima quinta parte de sus comedias en 1621.
El drama recrea la leyenda de una monja que huye del convento siguiendo a su amante pero su ausencia es cubierta por la Virgen que toma su apariencia hasta que la monja se arrepiente y vuelve al monasterio.
Menéndez Pelayo la consideró «la joya del teatro religioso de Lope y una de las obras más bellas de su repertorio» y Duncan Moir «la más sugestiva e impresionante» de las comedias de santo del Fénix de los Ingenios.
Además de albergar una intriga emocionante y carácter de drama, no exento de decoro pese a la dificultad de un asunto que podría ser escandaloso, la obra tiene pasajes muy amenos, y se combinan sabiamente la comicidad, los asuntos graves, y el lirismo.

## Análisis
La obra destaca por la delicadeza con que están tratadas unas peripecias que podrían resultar escabrosas. Para guardar el decoro poético (que era uno de los principios del teatro barroco), Lope hace que el galán sea mayordomo del convento, lo cual aporta verosimilitud a sus salidas y entradas. Además evita que la Virgen María aparezca en persona en escena. De ella solo se oye su voz. Su función de sustituir milagrosamente a Clara (como nomina a la protagonista, a la que hace abadesa, dignidad que no tenía la monja en sus fuentes) la desempeña un ángel de la guarda de Clara. La evolución de la pasión de los amantes está convenientemente graduada. Los idilios amorosos se resuelven en tiernas escenas y la resistencia de la abadesa es suficientemente prolongada. Todo ello se suma a la simpatía con que está caracterizada.
Por otro lado el demandadero Carrizo, que es la figura del donaire, aporta gran comicidad en una obra que abunda en momentos hilarantes. La buena guarda, además, mejora conforme avanza la intriga. El lirismo llega a sus puntos culminantes en el exquisito pasaje del prado, locus amenus en que reposan los amantes huidos, y en general en las partes más graves, como las dos intervenciones de un pastor que busca su oveja descarriada. Para ellas, Lope se inspira en la parábola de la oveja perdida, tema que aparece como central en otras obras suyas tales como El pastor lobo y cabaña celestial, en el romance A la oveja perdida, y como tema secundario en La venta de la zarzuela y La fianza satisfecha.
Entre el 16 de abril de 1610, en que se fecha el manuscrito, y 1621, año de la publicación en la decimoquinta parte de las comedias lopescas, la obra fue representada varias veces. El manuscrito incluye licencias de representación de 16 de junio de 1610 (Madrid), 29 de mayo de 1611 (Sevilla), 3 de noviembre de 1612 y 6 de noviembre de 1614 (Madrid). En la obra impresa hay varios cambios respecto del autógrafo: la protagonista ya no es monja, el convento se convierte en oratorio de doncellas y se suprimieron nombres de ciudades españolas que localizaban el lugar del monasterio, especialmente el de Ciudad Rodrigo, que es la localidad central de la acción y donde se situaba la abadía. Todo ello obligó a Lope a corregir varios versos. Estos cambios en la versión impresa fueron causados por parecer indecoroso a los censores, tras la representación de la obra, que Clara fuera monja profesa y que los hechos pudieran ser localizados en un convento español. Los cambios disminuyeron el valor dramático de La buena guarda, pero gracias a que se conservó el manuscrito original, se puede apreciar la obra en su ideación primera.